# Xanthorhoe clarata
Xanthorhoe clarata är en fjärilsart som beskrevs av Walker 1862. Xanthorhoe clarata ingår i släktet Xanthorhoe och familjen mätare. Inga underarter finns listade i Catalogue of Life.